# Kormoran czarnoszyi
Kormoran czarnoszyi (Leucocarbo campbelli) – gatunek dużego ptaka z rodziny kormoranów (Phalacrocoracidae).

## Występowanie
Jest endemitem Nowej Zelandii. Występuje jedynie na Wyspie Campbella i sąsiednich wysepkach. Zakłada gniazda na klifach przy wybrzeżu.

## Systematyka
Nie wyróżnia się podgatunków. Dawniej za podgatunki kormorana czarnoszyjego uznawano niekiedy kormorana wyspowego (Leucocarbo ranfurlyi) i kormorana łuskowanego (L. colensoi). Niekiedy wszystkie trzy wymienione taksony traktowano jako podgatunki kormorana szorstkodziobego (L. carunculatus).

## Charakterystyka

### Morfologia
Osiąga około 63 cm długości oraz masę 1,6–2,0 kg. Jego rozpiętość skrzydeł osiąga 105 cm. Obie płcie są do siebie podobne. Przewagę w ubarwieniu stanowi czerń na grzbiecie oraz biel na brzuchu. Ma także białe akcenty na skrzydłach. W okolicy dzioba mają żółty pas. Osobniki w wieku reprodukcyjnym mają na głowie duży czub. Młode osobniki są bardziej brązowe niż czarne.

### Dieta
Są drapieżnikami. Polują na ptaki nurkując, co umożliwiają im duże płetwy. Żywią się rybami oraz skorupiakami.

### Rozmnażanie
Ich sezon lęgowy trwa od listopada do lutego. Średnio składają 2 jaja, które są jasnoniebieskie. Jajo ma 64 mm długości i 39 mm szerokości. Świeżo po wykluciu pisklęta nie mają piór i są czarne, a później ich ciało pokrywa ciemnobrązowy puch.

### Styl życia
Żyją w dużych grupach, kolonie na klifach liczą nawet 150 gniazd. Dzielą obszar gniazdowania z innymi ptakami. Żyją do 13 lat.

## Status
W Czerwonej księdze gatunków zagrożonych IUCN kormoran czarnoszyi jest klasyfikowany jako gatunek narażony na wyginięcie (VU, Vulnerable). W 1975 roku szacowano liczebność populacji na około 2000 par lęgowych. Ze względu na brak istotnych zagrożeń dla gatunku trend liczebności oceniany jest jako stabilny.